# Васильев, Павел Михайлович
Павел Михайлович Васильев (9 января 1875 — 26 августа 1961) — русский военачальник, полковник Генштаба Российской империи, белогвардеец.

## Обучение
Среднее образование получил в Ахтырской мужской гимназии, после чего выдержал экзамен на вольноопределяющегося 2-го разряда.
В 1895 году окончил Одесское пехотное юнкерское училище подпоручиком и был зачислен в Модлинский 57-й пехотный полк.
В 1908 году окончил Николаевскую академию Генерального штаба, затем обучался в Императорском археологическом институте.

## Военная служба
Службу начал 17 декабря 1891 года. Ещё обучаясь в академии на первом курсе, по собственному желанию отправлен на русско-японскую войну в Маньчжурию, где командовал 15-й пехотной дивизией (по другим данным пулемётной ротой).
С 27 октября 1908 года по 26 октября 1910 года служил в 58-м пехотном Прагском полку. Затем в чине капитана служил до 6 декабря 1914 года в 18-м армейском корпусе в Санкт-Петербурге старшим адъютантом.
6 декабря 1914 отправился в чине подполковника штаб-офицером для особых поручений при штабе 9-й армии на Первую мировую войну. 1 октября 1915 года назначен старшим адъютантом и начальником оперативного при генерал-квартирмейстере штаба 6-й армии.
В декабре 1915 (1916 ?) года произведён в полковники. Через год назначен начальником штаба Моонзундского укрепленного района.
В 1917 году был начальником одного из отделов ГУГШ, с 30 января 1918 года делопроизводителем ГУГШ.
В 1918 году приехав в Киев, был зачислен в Южную армию.
Вскоре отдан в распоряжение генерала-квартирмейстера ВСЮР и стал редактором газеты «Вестник Донской армии». При генерале Врангеле устроился в Сергиевское артиллерийское училище преподавателем.

## Эмиграция
Вместе со своим училищем эмигрировал в конце 1920 года в Галлиполи.
Окончательно поселился во Франции и там вместе с П. Н. Милюковым работал в газете «Последние новости» военным обозревателем.
После Второй мировой войны уехал в Брюссель и умер там 26 августа 1961 года.